# 人道主义轰炸
人道主义轰炸 是指1999年科索沃战争时期北约对于南斯拉夫共和国的轰炸。当时北约声称将保护科索沃阿尔巴尼亚人，并随后以维护人权为借口军事介入。北约反对方以“人道主义轰炸”一词讽刺北约的矛盾行为。定义相似的 人道主义战争 一词也于同时期出现。
该词（最早出现在鲁思•韦奇伍德发表在1999年4月4日《纽约时报》的文章中）常被认为是时任捷克总统瓦茨拉夫·哈維爾提出 ，他强烈支持介入南斯拉夫并谴责斯洛博丹•米洛舍维奇政权。然而，哈韦尔强力否认他和该词的联系，甚至在2004年5月称欧洲议员候选人理查德•福尔伯（他批评哈韦尔制造了该词）是骗子：“我不仅没有发明‘人道主义轰炸’这个词，我甚至從来都没想過用它，因為我有，我敢说，良好的品味。”
通常认为（正如福尔伯在回应中提及的），哈韦尔是在1999年4月29日他为法国《世界报》撰写的文章中提出该词的。 在文章中，他分别使用了人道和轰炸这两个词语：「我认为，在北约对于科索沃的介入中，没人可以质疑其中的一个要素：空袭和轰炸不是因为物质利益而引发的。他们只具有人道主义的特性：人权高于主权，但这些基本原则岌岌可危。因此，对南联盟的袭击是合法的，即使这没有通过联合国的批准。」
在此之後，“人道主义轰炸”或“人道主义战争”两词迅速被媒体使用。反对者认为这是战争宣传，或是将其作为讽刺使用。他们同样用于讽刺随后的战争活动。